# Stanford R. Ovshinsky
Stanford R. Ovshinsky (Akron, Ohio, 24 de novembro de 1922 — Bloomfield Hills, Michigan, 17 de outubro de 2012) foi um engenheiro, inventor e físico autodidata estadunidense. 
Inventou matériais semicondutores revolucionários, os quais encontram aplicação atualmente em máquinas como fotocopiadoras, fax e telas de LCD.

## Morte
Morreu a 17 de outubro de 2012, vítima de cancro na próstata.